# Copelatus usagarensis
Copelatus usagarensis là một loài bọ cánh cứng trong họ Bọ nước. Loài này được Zimmermann miêu tả khoa học năm 1926.